# Scionomia nasuta
Scionomia nasuta là một loài bướm đêm trong họ Geometridae.